# Leszczyn
Leszczyn [pronunciación en polaco: /ˈlɛʂt͡ʂɨn/] (en alemán: Lestin) es un pueblo ubicado en el distrito administrativo de Gmina Rymań, dentro del Condado de Kołobrzeg, Voivodato de Pomerania Occidental, en el norte de Polonia occidental. Se encuentra aproximadamente a 4 kilómetros al noreste de Rymań, a 23 kilómetros al sur de Kołobrzeg, y a 90 kilómetros al noreste de la capital regionalSzczecin. El pueblo tiene una población de 260 habitantes.
Antes de 1945, el área fue parte de Alemania. Para la historia de la región, véase Historia de Pomerania.